# 莎士比亞的妹妹們的劇團
莎士比亞的妹妹們的劇團（英文：Shakespeare's Wild Sisters Group），簡稱莎妹劇團，台灣舞台劇團，1995年10月28日成立於台北市，現任團長為王嘉明。團名源於英國女作家維吉尼亞·吳爾夫《自己房間》（A Room of One's Own）書中的虛擬角色。
2009年4月，莎妹劇團結合了歌手陳綺貞的音樂，於誠品信義店展演廳「誠品春季舞台」演出推理舞台劇《膚色的時光》，並將挑戰連演18場、共6500位觀眾人次的中型劇場。「陳綺貞的音樂揭示了一種世代的愛情觀，她甜美的歌聲與旋律底下，其實隱含一種暴力與死亡。」王嘉明說。

## 作品
- 1995：甜蜜生活
- 1996：我們之間心心相印─女朋友作品 1 號
- 1997：自己的房間
- 1997：666 — 著魔
- 1997：伊波拉 ─ 關於病毒倫理學的純粹理性批判
- 1998：隨便做坐 ─ 在旅行中遺失一只鞋子
- 1998：我，形跡可疑
- 1998：2000
- 1999：東歪西倒
- 1999：南來北往
- 2000：無可言說
- 2000：蒙馬特遺書─女朋友作品 2 號
- 2001：Zodiac
- 2001：列女傳 ─ 疾病的隱喻
- 2001：給下一輪太平盛世的備忘錄 ─ 動作
- 2002：火星五宮人
- 2002：請聽我說
- 2002：文藝愛情戲練習
- 2003：泰特斯—夾子/布袋版
- 2003：Emily Dickinson
- 2003：30P:不好讀
- 2004：顯影Zodiac
- 2004：踏青去 Skin Touching
- 2004：家庭深層鑽探手冊--我想和你在一起
- 2004：拜月計劃— 中秋‧夜‧魔‧宴
- 2004：異境詩篇－從賈克佩維的詩出發
- 2005：月神與角人
- 2005：在那裡的美好
- 2005：Infinity
- 2005：Crossover No.1
- 2005：夢十夜
- 2005：333神曲
- 2006：百年孤寂
- 2006：三姐妹
- 2006：文生 梵谷
- 2007：約會
- 2007：殘， 。
- 2008：給普拉斯
- 2008：Plastic Holes
- 2008：請聽我說-豪華加長版
- 2009：膚色的時光
- 2009：王記食府
- 2010：沙灘上的腳印
- 2010：孿生姊妹
- 2010：麥可傑克森
- 2010：海納穆勒四重奏
- 2011：迷離劫
- 2012：一桌二椅X4
- 2013：不在，致蘇菲卡爾
- 2013：SMAP X SMAP
- 2013：塵埃
- 2014：羞昂APP
- 2014：四物
- 2015：理查三世
- 2015：踏青去
- 2016：百年孤寂（台南鹽山版）
- 2016：雲係麼个色
- 2016：交換手札·杜斯妥也夫斯基計畫
- 2017：離開與重返
- 2017：血與玫瑰樂隊
- 2017：請聽我說-20、30、40（台北最終版）
- 2017：1984，三姊妹一家子的日子
- 2017：重考時光
- 2018：親愛的人生
- 2018：珈琲時光
- 2018：SMAP X SMAP（2018衛武營開幕季）
- 2019：餐桌上的神話學
- 2019：RE：親愛的人生
- 2020：物種大樂團
- 2020：人民之王
- 2021：混音理查三世
- 2022：神話學II：人造地獄
- 2022：無題島：孽種與魔法師

## 外部連結
- 莎士比亞的妹妹們的劇團的官方網站 （页面存档备份，存于）
- 莎士比亞的妹妹們的劇團的Facebook專頁
- 莎士比亞的妹妹們的劇團的Instagram帳戶